# Sciuroleskea
Sciuroleskea là một chi rêu trong họ Stereophyllaceae.